# Monopoli
Monopoli (Menòple en dialecto de Apulia central, es un municipio italiano de 47 768 habitantes[1] de la ciudad metropolitana de Bari, en la región sudoriental de Apulia.
Su característico casco antiguo de origen altomedieval, superpuesto a los restos de un asentamiento fortificado de la cultura mesapia ya en el siglo V a. C., se asoma al mar rodeado de altas murallas.
La ciudad de Monopoli se encuentra a lo largo de la costa adriática, a 40 kilómetros al sur de Bari, en la zona geográfica de la Tierra de Bari, concretamente en el sector sudoriental de la Cuenca de Bari, cuyo relieve, a medida que uno se acerca a la costa, presenta a veces una pronunciada pendiente, formando un escarpado escalón conocido localmente como Le Serre (la sierra). Esta pendiente, que puede apreciarse a pocos kilómetros del centro, delimita dos paisajes bien diferenciados: uno llano, denominado Marina, que se extiende hacia el mar, y otro elevado, que forma una especie de meseta que se adentra hacia el interior hasta una altura máxima de 408 metros[5], en la zona de los montes Carbonara, en el distrito de Aratico. Este escalón se debe a la acción erosiva del mar y marca una etapa posterior del levantamiento al que se vio sometida toda la región de Murge en el Plioceno, cuando emergió en su punto más alto. El territorio de la ciudad de Monopoli tiene una superficie total de 157,89 km². El litoral, de casi 15 km de longitud, es bajo y recortado: con más de 25 calas y amplias extensiones de arena, es especialmente adecuado para el baño y la exploración de la vida submarina[6], por lo que el turismo de balneario está muy extendido en la zona.
Según un estudio reciente de 2021, el área urbanizada de Monopoli es la tercera de la provincia de Bari, después de Altamura y Bari; la décima de la región, después de Ceriñola. El territorio restante se divide en unidades denominadas contrade (distritos), algunas de las cuales se incluyen actualmente dentro del núcleo habitado. Se caracterizan por la presencia de antiguas masserie fortificadas (haciendas para llevar a cabo actividades agrícolas), iglesias y asentamientos rupestres, trulli (construcciones campestres en piedra que servían de refugio o residencia temporal de los campesinos), villas patricias neoclásicas y granjas.
El cultivo predominante es el olivo y el almendro, pero no faltan los frutales (cítricos, cerezos, higueras) y, sobre todo, el cultivo extensivo de hortalizas. La vegetación espontánea, principalmente matorral mediterráneo, sigue presente en varias zonas del territorio. El oasis faunístico del Monte San Nicola tiene un importante valor natural, también por el amplio panorama que ofrece del puerto deportivo situado más abajo y de algunas localidades cercanas. En el oasis, situado en una loma en el extremo de Murge, a unos 6 kilómetros de la ciudad, hay valiosas especies botánicas.

## Evolución demográfica
| Gráfica de evolución demográfica de Monopoli entre 1861 y 2001 |
|                                                                |
| Fuente ISTAT - elaboración gráfica de Wikipedia                |